# Craiva, Alba
Craiva este un sat în comuna Cricău din județul Alba, Transilvania, România.

## Generalități
Craiva se află la poalele înălțimii Piatra Craivii (1083 m alt.) din latura estica a munților Trascăului.

## Istoric
Aici s-au descoperit urmele cetății dacice Piatra Craivii (secolul al II-lea î.e.n.–secolul I e.n.), cetate dacică datând din secolele al II-lea î.e.n.–I e.n., pe un platou si pe circa 2400 m² de terase artificiale montane (incintă poligonală, murus dacicus, sanctuar, masive urme de locuire), anticul Apulon, centrul tribului dacic al apulilor, amintit in „Geografia” lui Ptolemeu (c. 90–c. 168), pe vatra de cultură neolitică. Ulterior se foloseste forma Apulum pentru replica romana a fortificației mutată la malul Mureșului, în vecinătatea mai vechiului castru al Legiunii a XIII-a Gemina.

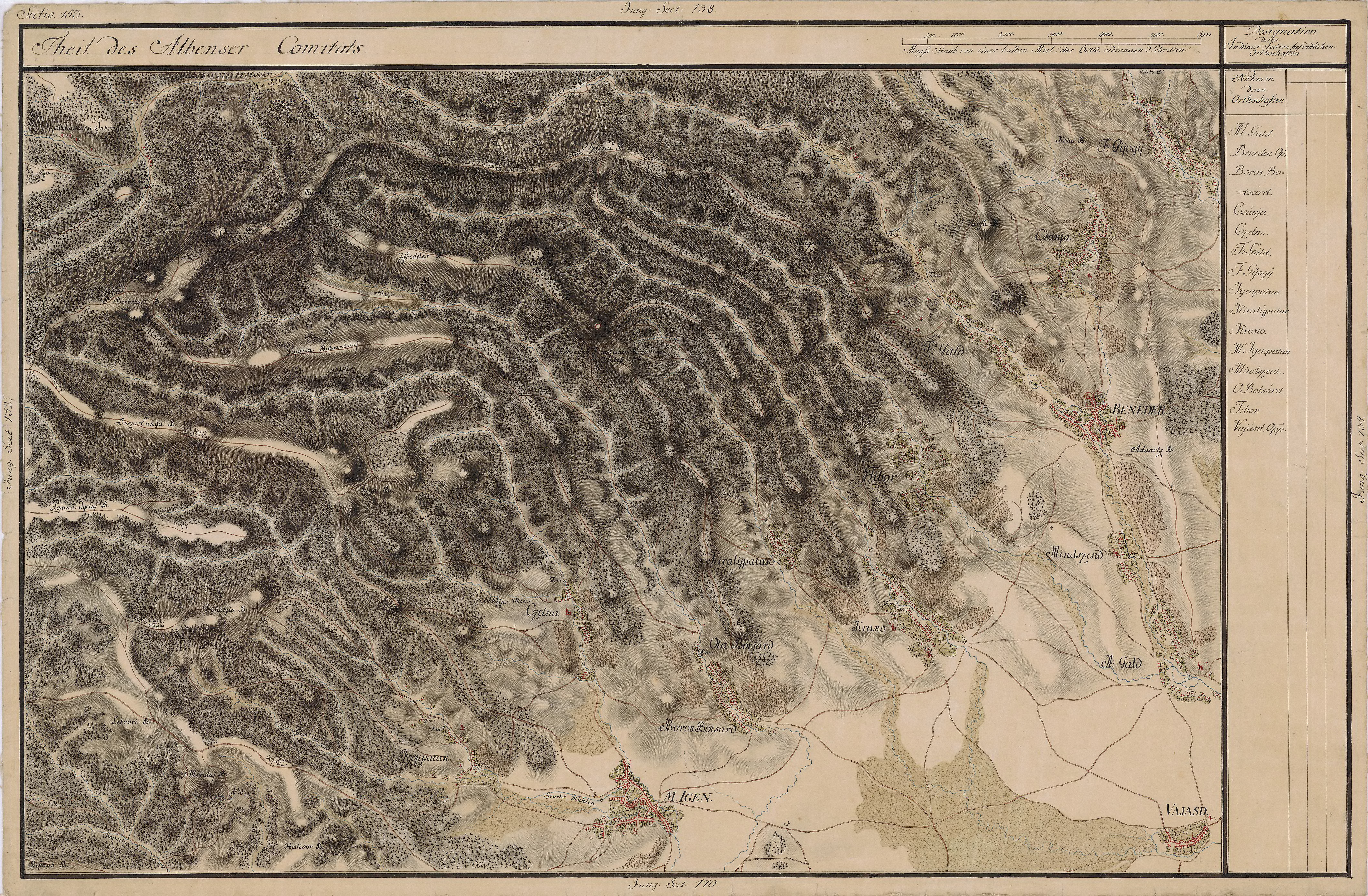
Craiva în Harta Iosefină a Transilvaniei, 1769-73

În Evul Mediu, o cetate regală (Castrum Kechkes - Cetatea caprei, cca 1250; refăcută în 1467-1469, este menționată pentru ultima oară în 1667, data unui masacru al oștilor turco-tătare).

## Galerie de imagini

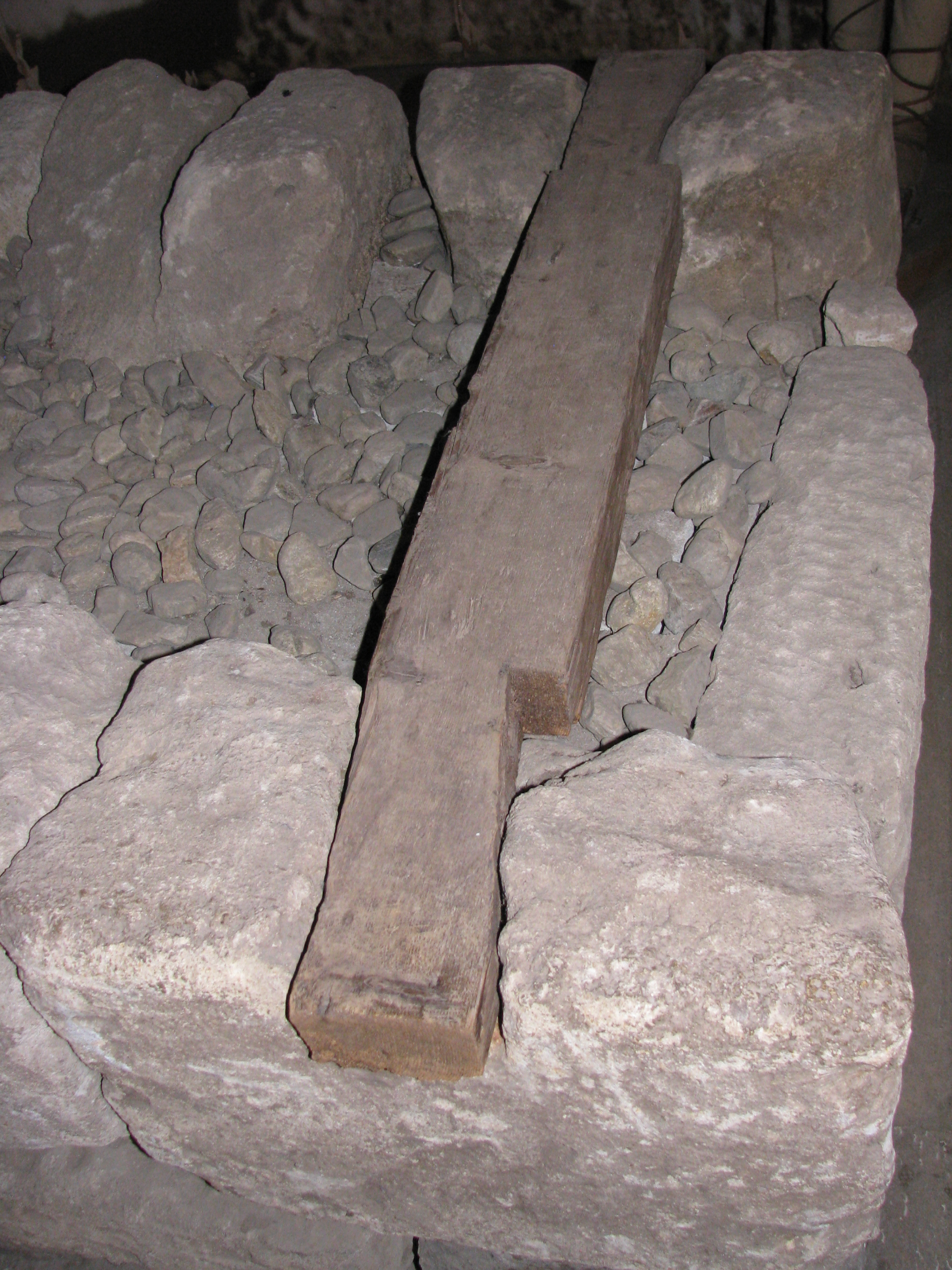
Fragment din zidul cetăţii dacice de la Piatra Craivii (Muzeul Naţional al Unirii Alba Iulia)
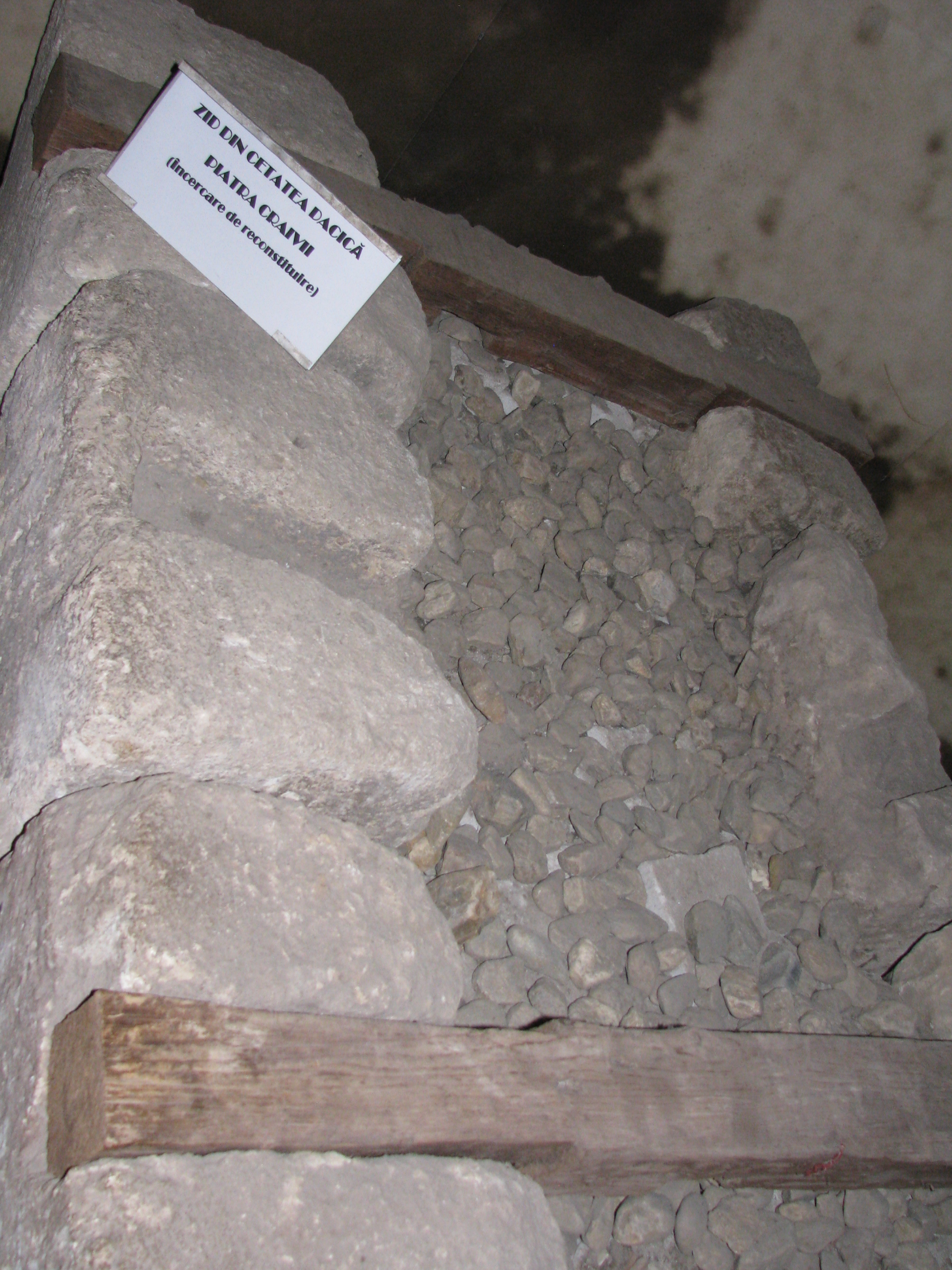
Fragment din zidul cetăţii dacice de la Piatra Craivii (Muzeul Naţional al Unirii Alba Iulia)